# Dysgénisme
Ne doit pas être confondu avec la dysgénésie, une malformation congénitale.
Le dysgénisme ou la dysgénie est une augmentation de la fréquence d'allèles délétères (« gènes défectueux ») dans une population, à cause du traitement de maladies héréditaires des individus de cette population ou de la trop faible fertilité des couples à haut facteur g. Le plus fréquemment, on rencontre ce terme dans le contexte de la génétique humaine, où l'effet dysgénique désigne une hypothèse selon laquelle les interventions médicales, le développement économique et l'action sociale interfèrent avec la sélection naturelle en faisant s'accumuler des gènes défavorables dans les populations humaines. Cette hypothèse est notamment associée à des théories eugénistes du fait de son usage polémique dans le livre Dysgenics: Genetic Deterioration in Modern Populations (qu'on peut traduire par Dysgénie : Détérioration génétique dans les populations modernes), écrit par Richard Lynn, psychologue controversé, qui ne limitait pas l'effet eugénique à la sélection naturelle mais jugeait paradoxalement les sociétés occidentales comme en décadence par rapport à leur "supériorité attendue",.

## Effet dysgénique
Dans les populations humaines, un effet dysgénique, ou cacogénique, est une hypothèse selon laquelle le développement économique, les soins médicaux ou l'action sociale, en favorisant la reproduction, peuvent faire augmenter la fréquence d'allèles « défectueux » qui normalement devrait rester faible du fait de la sélection naturelle. Cela peut concerner des allèles responsables de maladies génétiques, des allèles de prédispositions à la beauté ou l'intelligence, ou des allèles de disposition à certaines maladies multifactorielles. Cet effet s'oppose à la sélection naturelle, qui maintiendrait ces allèles à des fréquences basses. Certains chercheurs pensent que la médecine empêche l'effet eugénique de la sélection naturelle.
Selon René Frydman, le diagnostic préimplantatoire (DPI) a un effet dysgénique dans les maladies récessives, car il aboutit à remplacer un fœtus atteint par un enfant normal dans 1/3 des cas et par un enfant hétérozygote dans 2/3 des cas. Il crée donc un avantage des hétérozygotes porteur de l'allèle muté, dans la mesure où avant les pratiques de DPI, les couples à risques étaient dissuadés de faire un enfant. De plus, il existerait un effet dysgénique lorsqu'on soigne certains malades, ce qui leur permet d'arriver à un âge suffisant pour procréer.
Pour le généticien Jean-Louis Serre, dans le cas d'une maladie génétique due à un allèle dominant, la fréquence de cette maladie est en théorie égale à la fréquence d'apparition de cette mutation dans les populations. Le fait de guérir 90 % des malades augmente la proportion d'individus atteints jusqu'à une fréquence d'équilibre, qui restera faible. De plus, cette évolution est très longue, de l'ordre du million d'années.

## En science-fiction
Certains auteurs de science-fiction ont utilisé l'effet dysgénique comme prémisse pour imaginer des sociétés dystopiques. Dans la nouvelle La Longue Marche des cornichons publiée en 1951, Cyril M. Kornbluth dépeint une société du futur dans laquelle la majorité de l'humanité est constituée d'imbéciles entretenus par une minuscule élite intelligente, mais surmenée. L'auteur explique cette détérioration par une fécondité trop faible des gens à haut QI et une fécondité trop forte des personnes faiblement intelligentes.
Le film Idiocracy, sorti au cinéma en 2006, propose une fiction quasi-identique. Dans sa critique négative de ces deux œuvres de fiction, Paul Z. Meyers met l'accent sur le fait que la logique des auteurs est apparentée à l'eugénisme et à ses excès, et qu'il n'existe pas de sous-populations humaines avec des potentiels différents pour l'intelligence, notamment car les imbéciles n'engendrent pas nécessairement des imbéciles et l'élite intellectuelle n'a pas de garantie de produire des génies.
Ce qui peut être considéré comme étant un sophisme car, l’intelligence étant un trait fortement polygénique (de nombreux gènes ayant chacun un petit effet), il est normal que certains descendants aient une intelligence très différente de celle de leurs parents, du fait du brassage des gènes permis par la méiose, mais en moyenne les descendants ressemblent, pour ce qui est des prédispositions génétiques à différentes caractéristiques, dont l’intelligence, plus à leurs parents qu’à des individus aléatoire

## Sources
- Albert Jacquard, Éloge de la différence, la génétique et les hommes (annexes), 1978, Points Sciences.
- Marc Jeanpierre, Génétique médicale formelle, chromosomique, moléculaire, clinique, Collège national des enseignants et praticiens de génétique médicale (France), Elsevier (Masson), 2004,  (ISBN 229400812X),  (ISBN 9782294008122), page 20
- « Allons-nous devenir débiles ? », Le Monde, 26 janvier 2013
- René Frydman, Dieu, la médecine et l'embryon, Odile Jacob (ISBN 978-2-7381-0729-9)
- Cour de Lluis Quintana-Murci au collège de France sur l’aspect polygénique de la plupart des adaptations ( https://www.youtube.com/watch?v=_s6mhNg6zVQ&list=PLOj9pZ2YNGZ8Lqqey-DDW01dqKqedFtg1&index=4 )